# Канцлер герцогства Ланкастерського
Канцлер герцогства Ланкастерського (англ. Chancellor of the Duchy of Lancaster) — посада в уряді Великої Британії. Фактично коло питань, що вирішуються особою, яка обіймає цю посаду, не окреслене. Можна сказати, що ця посада є синекурою для політиків, чия політична вага вже не робить впливу на державні справи, але які зберігають шану і повагу. Єдиним чітко встановленим обов'язком їх є призначення мирових суддів королівства.

## Неповний список
- 1915 Вінстон Черчилль
- 1929—1930 Освальд Мослі
- 1930—1931 Клемент Еттлі
- 1931 Філіп Керр
- 1941—1943 Дафф Купер
- 1950—1951 Альберт Александер
- 1985—1987 Норман Теббіт
- 1987—1988 Кеннет Кларк
- 2003—2004 Дуглас Александер
- 2004—2005 Алан Мілберн
- 2005 Джон Гаттон
- 2007—2008 Ед Мілібенд
- 2013—2014 Джонатан Гілл
- 2014—2016 Олівер Летвін
- 2016—2018 Патрік Мак-Лафлін
- 2018—2019 Девід Лідінгтон
- 2019—2021 Майкл Гоув
- 2021—2022 Стівен Барклі
- 2022 Майкл Молтгауз[en]
- 2022 Надхім Захаві
- з 2022 — Олівер Доуден[en]